# اولرستون
latitudeاولرستونlongitudeاولرستون
اولرستون (به انگلیسی: Ulverston) یک شهرک در بریتانیا است که در انگلستان واقع شده‌است.

## خصوصیات
اولرستون ۱۱٬۵۲۴ نفر جمعیت دارد.

## خواهرخوانده
شهر البرت، سام خواهرخواندهٔ اولرستون هست.

## نگارخانه

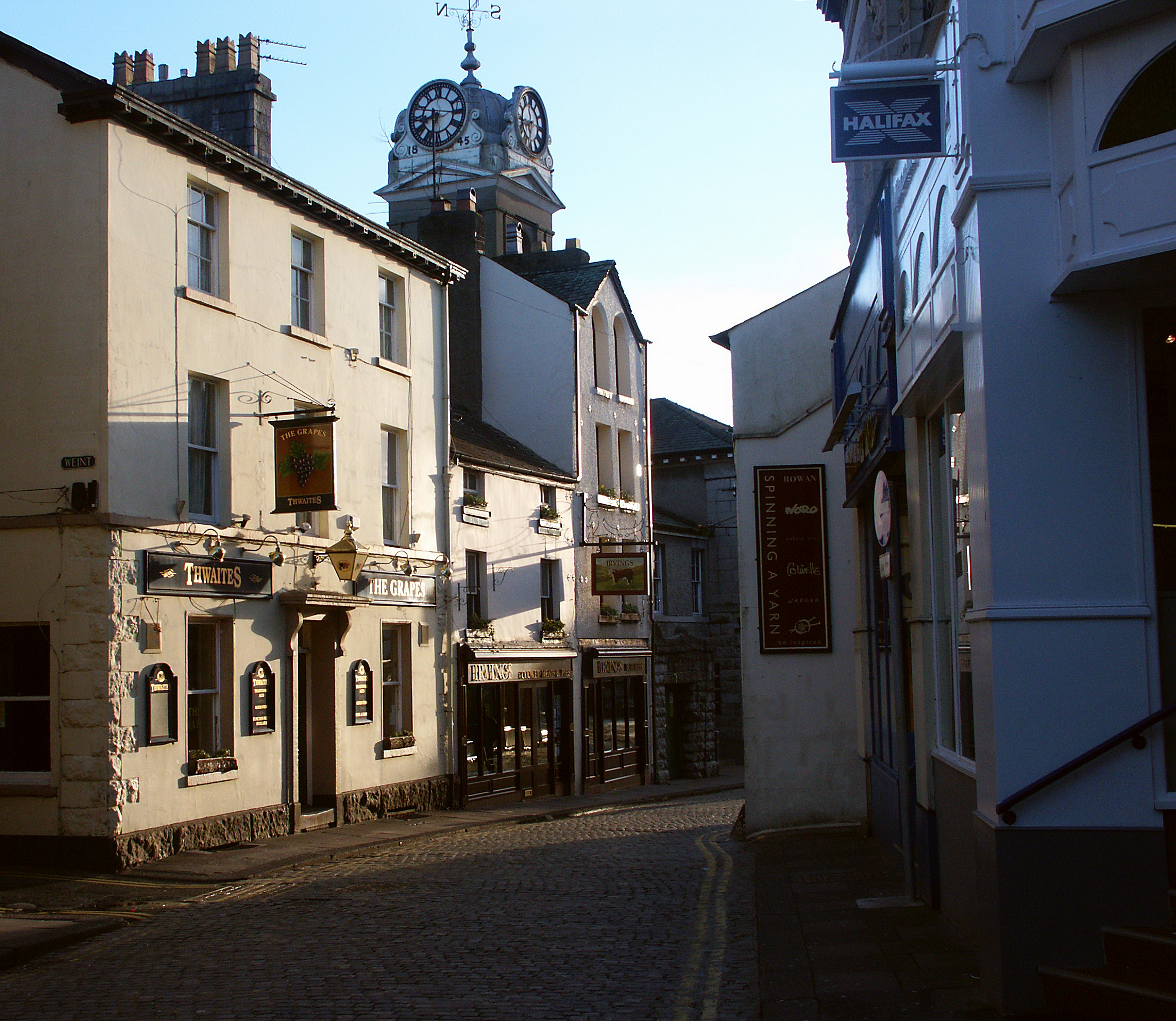
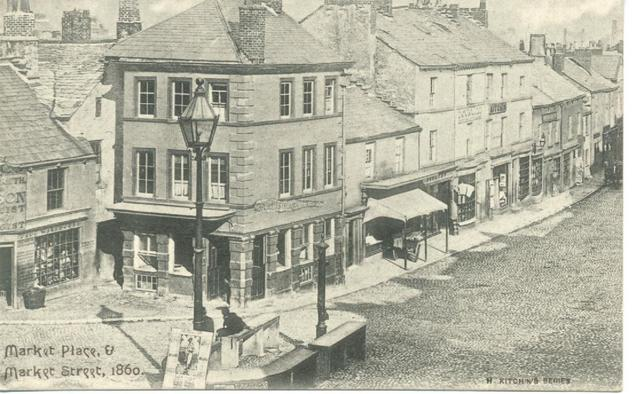
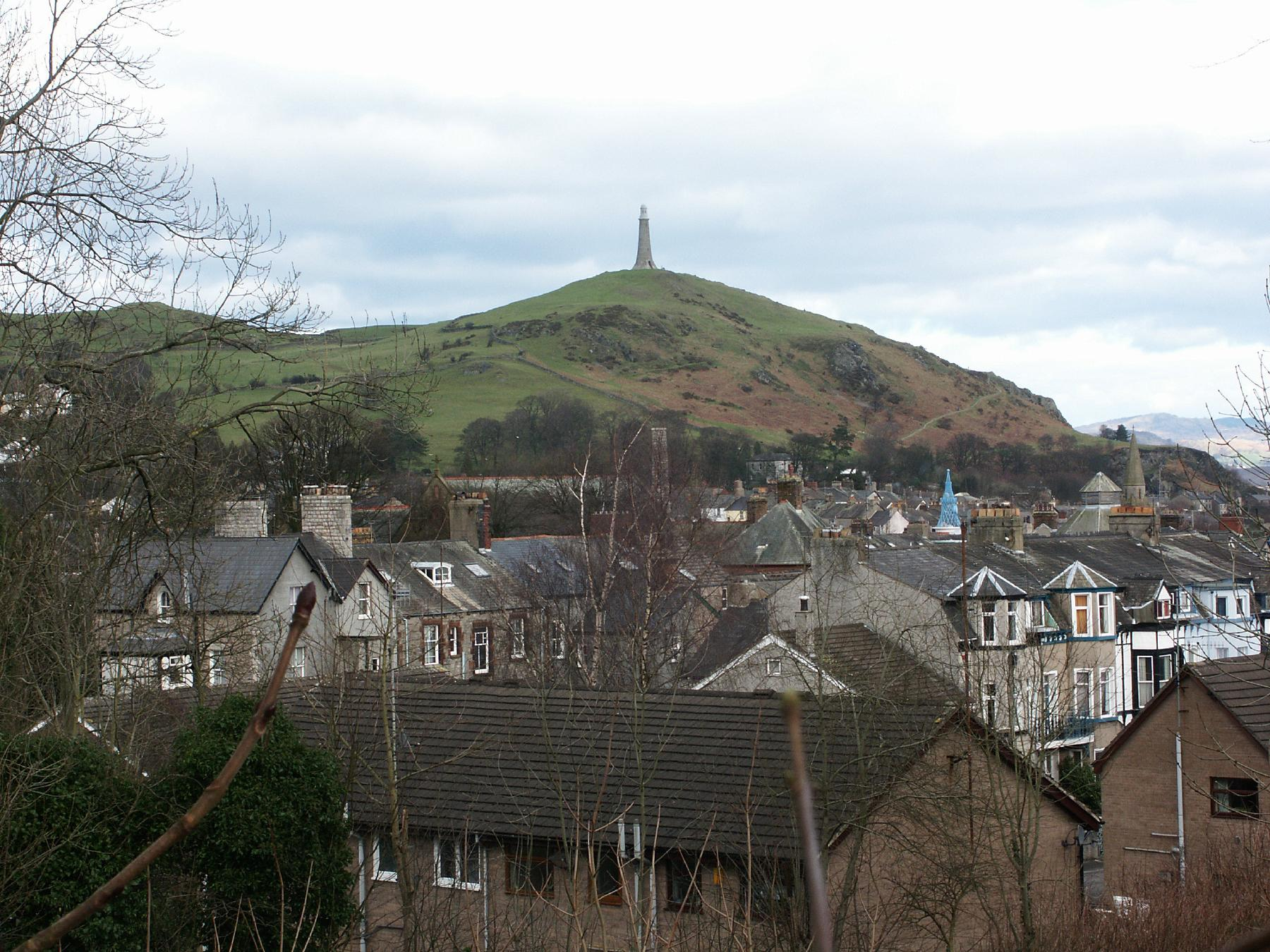
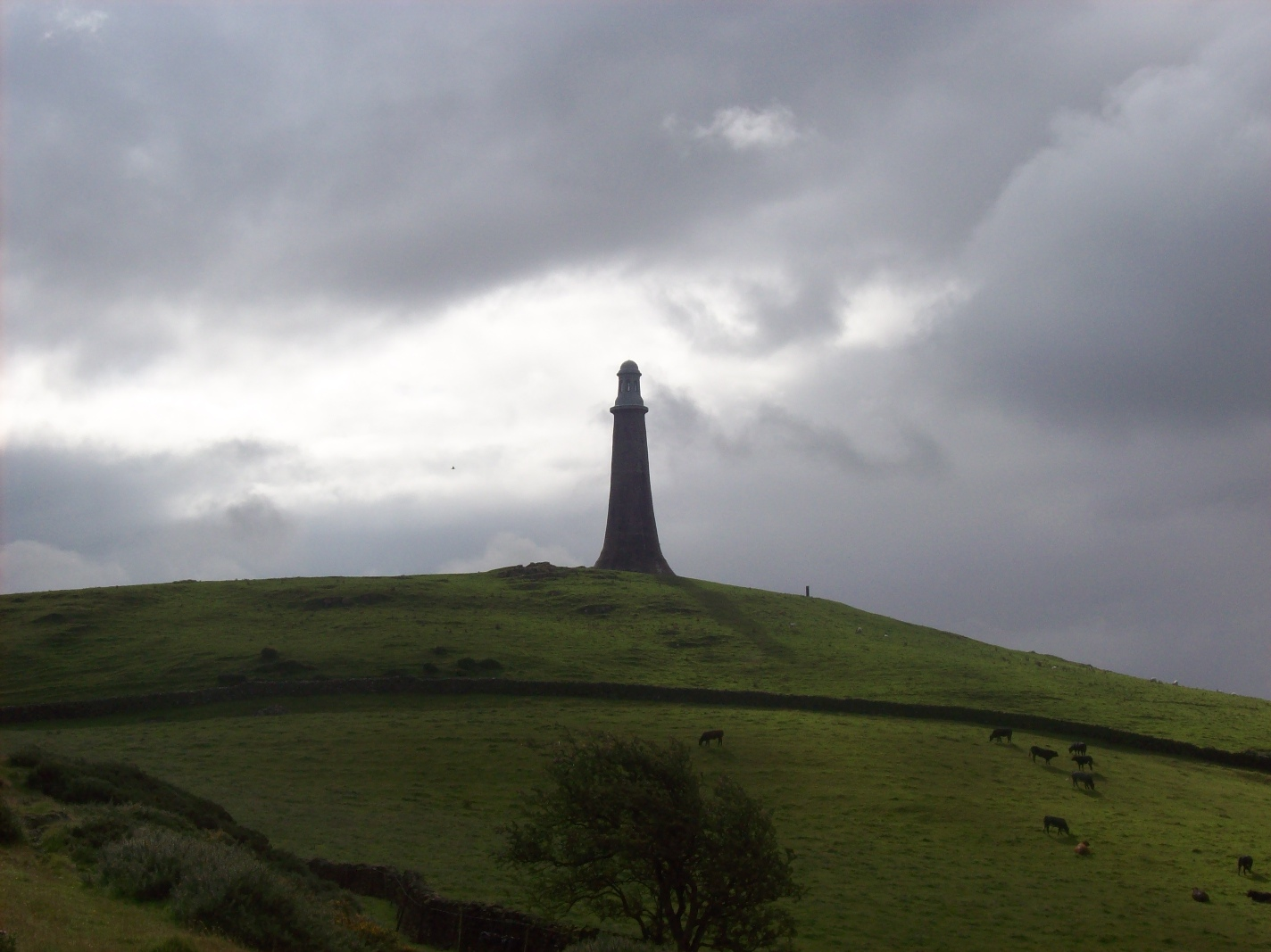
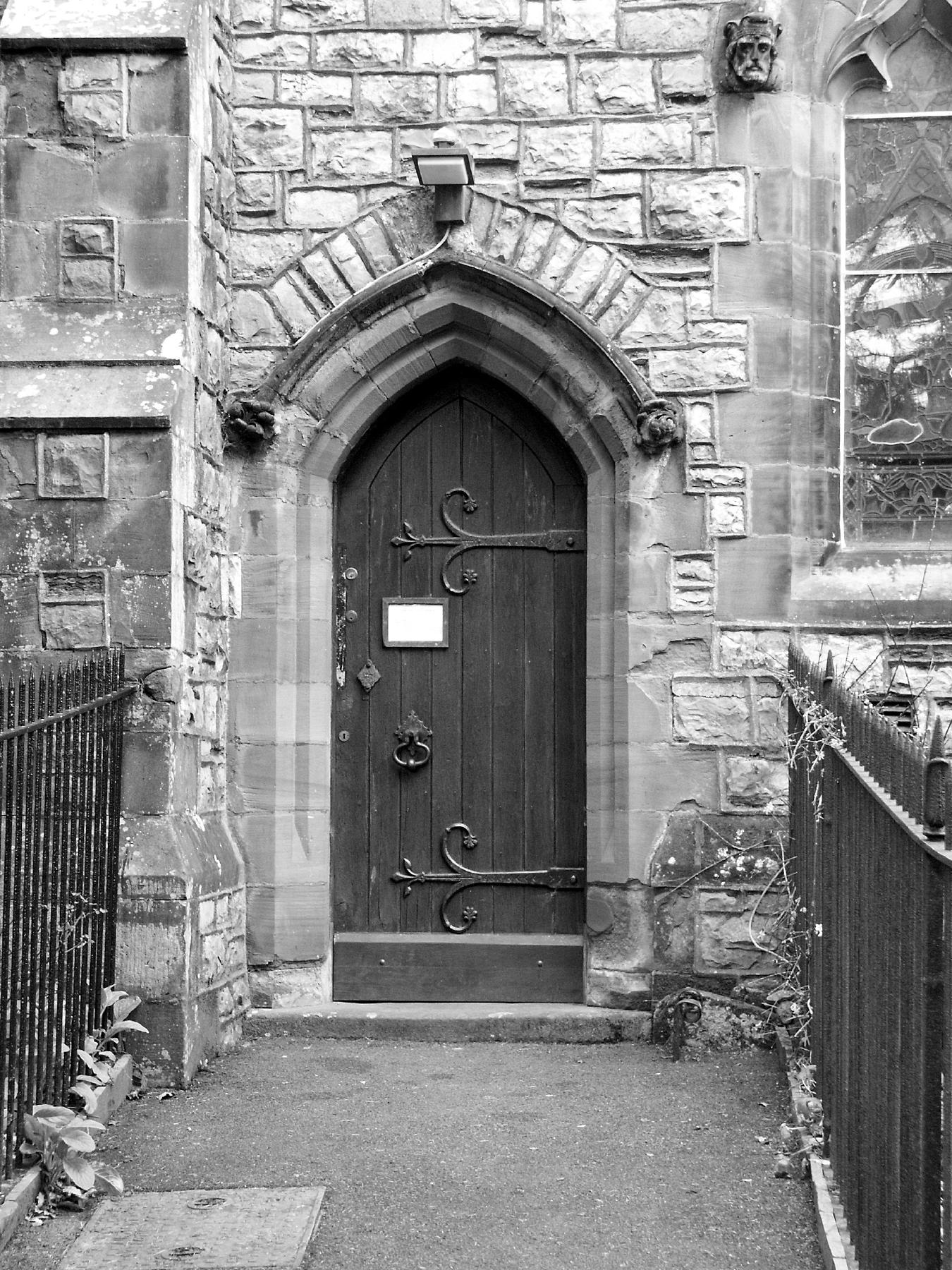
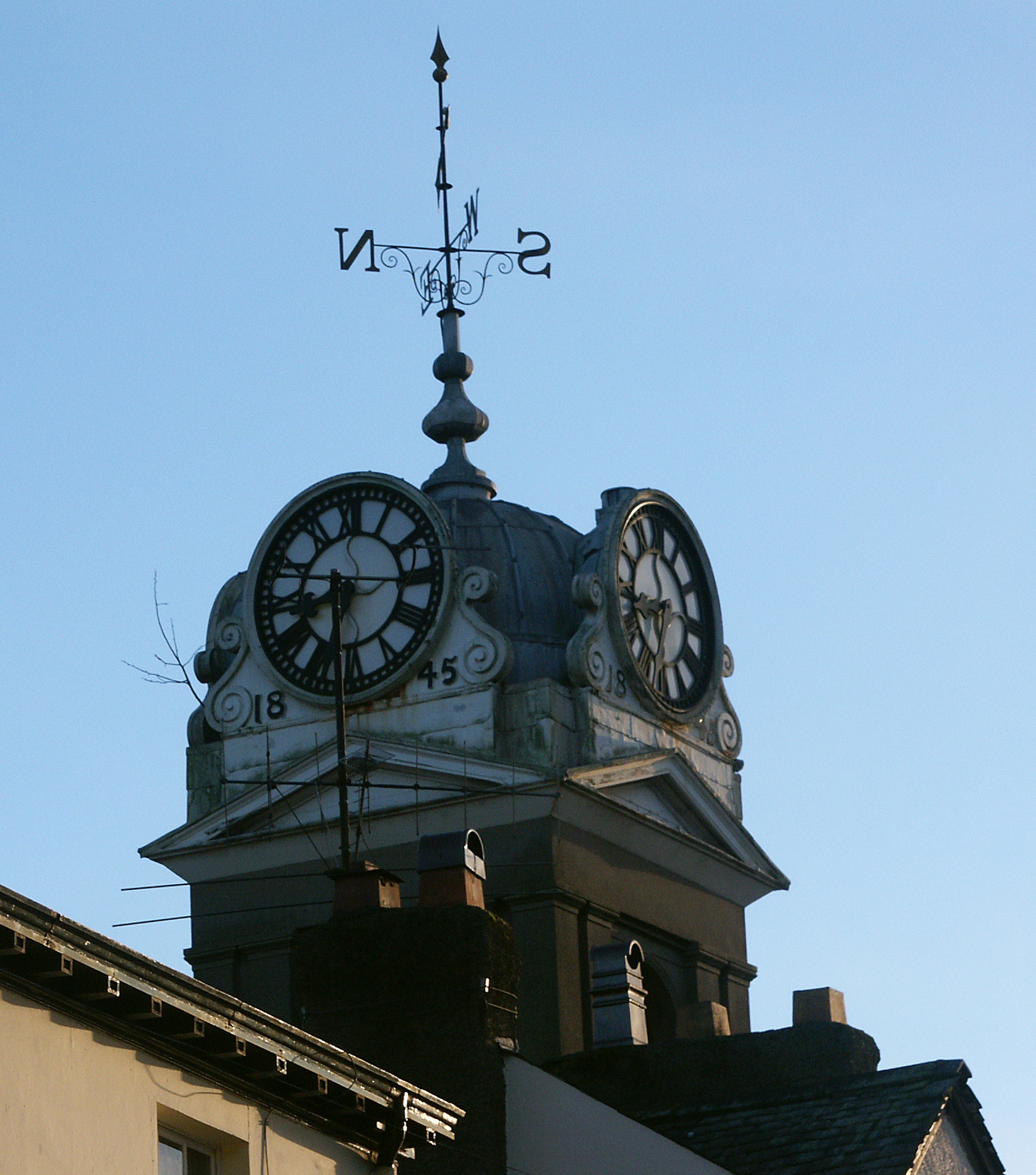
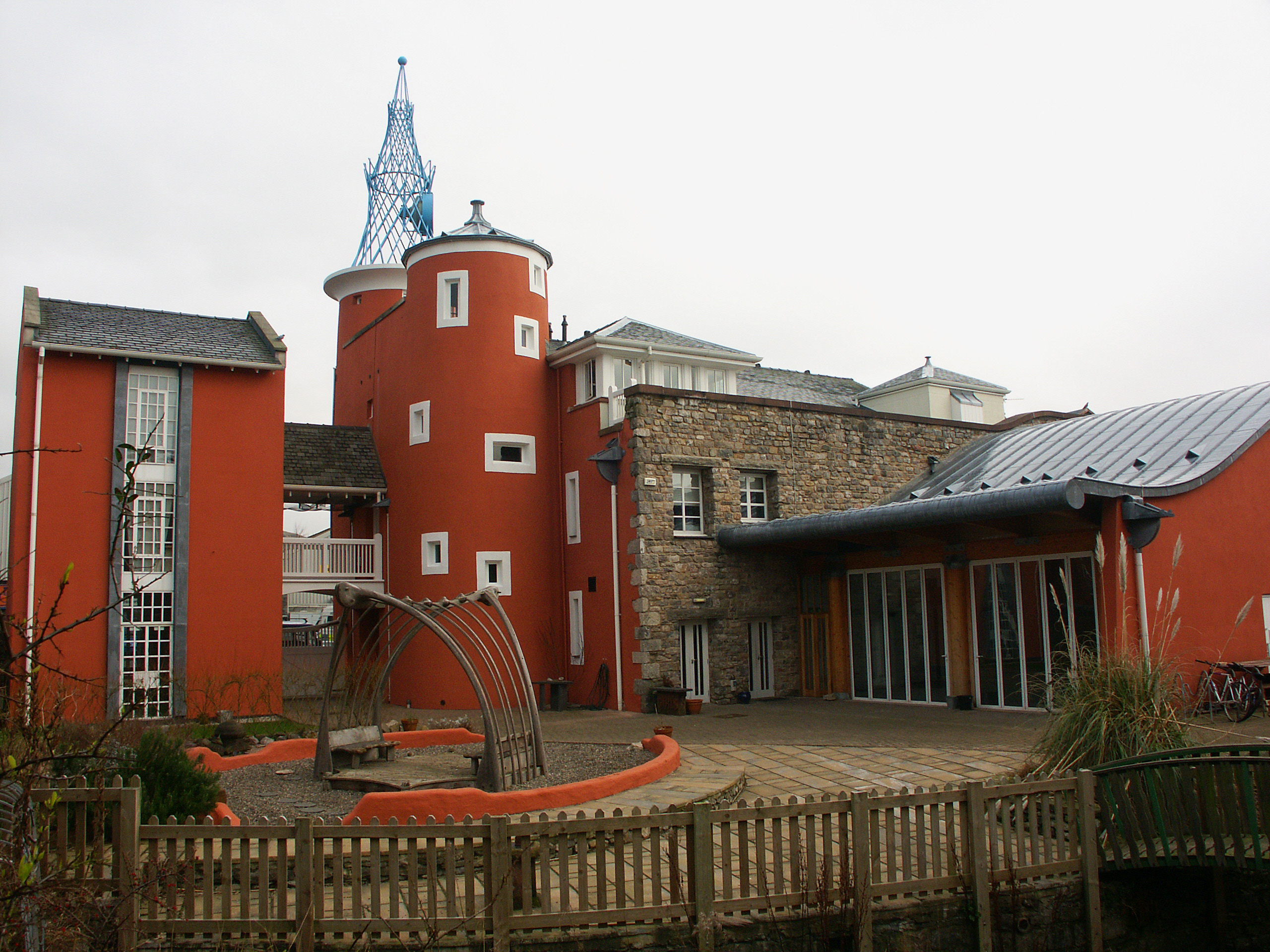
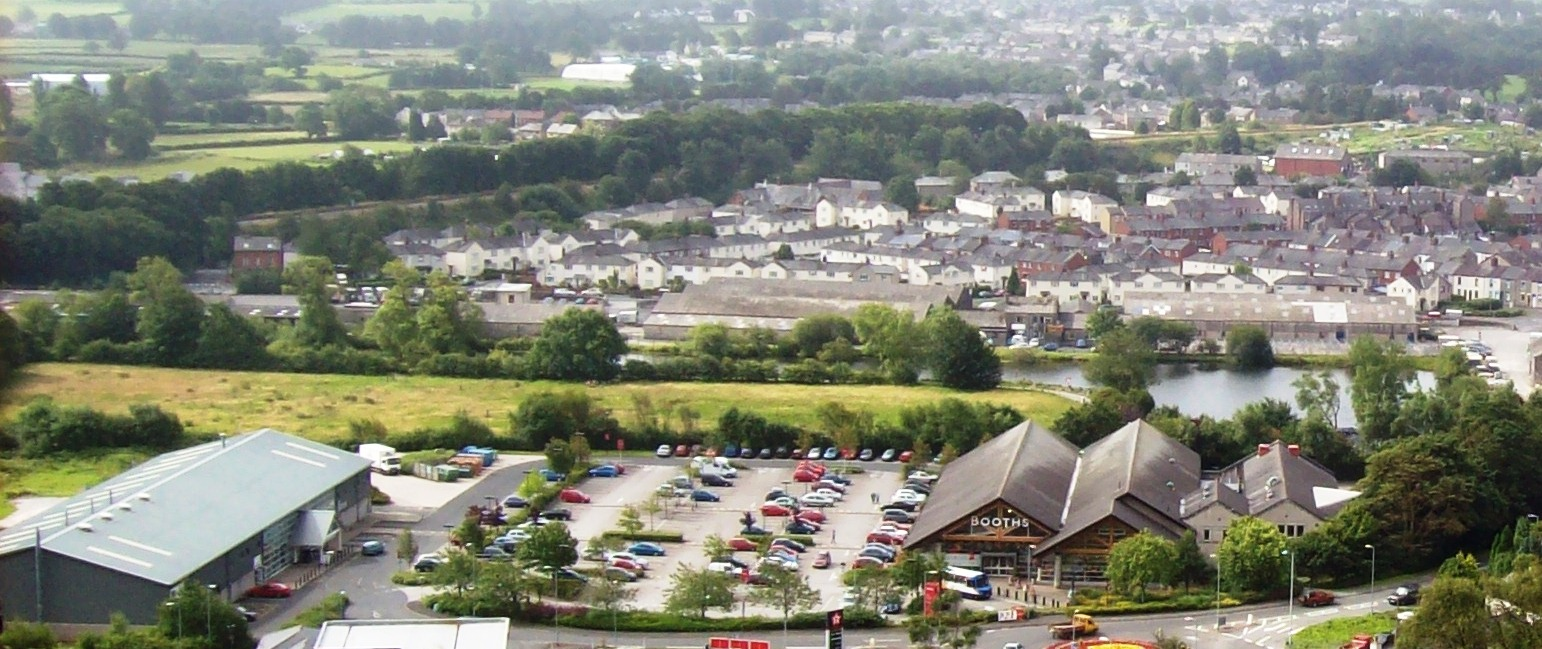